# Maria Menounos

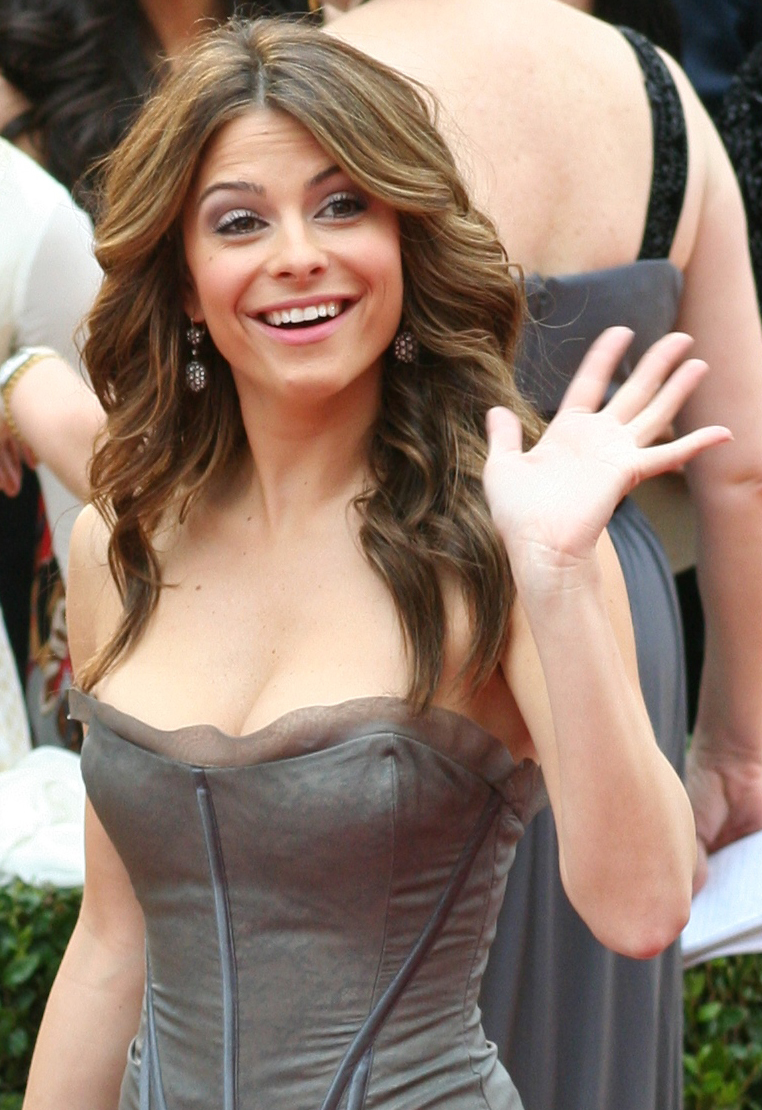
in 2009 bij Oscar-uitreiking

Maria Menounos (Grieks: Μαρία Μενούνου; Medford, 8 juni 1978) is een Amerikaans actrice en presentatrice van Griekse afkomst. Ze maakte reportages voor amusementsprogramma's als Entertainment Tonight, Access Hollywood en Today van NBC. In 2005 maakte ze haar filmdebuut in een klein bijrolletje als verpleegkundige in Fantastic Four.
Menounos mocht voor het eerst komen opdraven als actrice voor een eenmalig gastrolletje in Sabrina, the Teenage Witch in 2002. Daarop volgden eveneens eenmalige verschijningen in Without a Trace en One on One, waarop ze in 2004 voor het eerst voor wat langere tijd te zien was. In One Tree Hill speelde Menounos toen gedurende tien afleveringen Jules.
Menounos spreekt naast Engels ook Grieks. Zodoende presenteerde ze in 2006 samen met Sakis Rouvas het Eurovisiesongfestival in Griekenland.

## Filmografie
- In the Land of Merry Misfits (2007, stem)
- Kickin It Old Skool (2007)
- Fwiends.com (2006)
- Fantastic Four (2005)
- Tropic Thunder (2008)

- International Standard Name Identifier: 0000 0000 7193 5576
- Library of Congress Control Number: no2009154773
- Virtual International Authority File: 101458896
- WorldCat: E39PBJqk86F6BvppbYdqMFKjmd